# Versace
Pour les articles homonymes, voir Versace (homonymie).
Versace est le nom d'usage de l'entreprise italienne de mode de luxe Gianni Versace S.r.l., fondée à Milan en 1978 par la fratrie Versace : Gianni Versace, Santo Versace et Donatella Versace.

## Historique
En 1978, l'entreprise familiale voit le jour sous le nom Gianni Versace Donna. 
En 1979, Versace collabore pour la première fois avec le photographe Richard Avedon. Au cours des années 1980, la maison Versace noue de nombreuses relations avec le monde du spectacle, en créant les costumes de plusieurs opéras et ballets, dont Dionysos (1984) et Malraux ou la métamorphose des dieux (1986) du chorégraphe Maurice Béjart.
Après l’assassinat de Gianni Versace par Andrew Cunanan le 15 juillet 1997, l'entreprise continue avec son frère aîné Santo Versace, président-directeur général de l'entreprise, et sa sœur Donatella Versace, directrice artistique de la marque.
Allegra Versace, la fille de Donatella Versace, détient également 50 % de la société depuis 2004 comme souhaité par son oncle Gianni Versace dans ses dernières volontés. Allegra exerce également des responsabilités concernant la vente et d'autres détails importants dans la ligne de vêtements Versace.
Versace, avec sa ligne Versace Atelier, est de nouveau « Membre correspondant » de la Chambre syndicale de la haute couture depuis 2012 et défile lors du calendrier officiel de la Fashion Week de Paris en début d'année ; cette ligne Versace Atelier dispose à ce titre de l’appellation très réglementée de Haute couture.
En 2013, Lady Gaga devient égérie de la marque.
En mars 2018, Donatella Versace annonce la fin de l’utilisation de la fourrure naturelle au sein des collections de la marque, ce qui est salué par les associations de protection des animaux.
Le 25 septembre 2018, l’entreprise américaine Michael Kors rachète la célèbre marque italienne pour un montant d’environ 1,83 milliard d’euros. La marque Versace est intégrée au sein du groupe Capri Holdings, avec les marques Michael Kors et Jimmy Choo.
En avril 2025, Prada annonce l'acquisition de Versace pour 1,25 milliard d'euros à Capri Holdings.

## Résultats
| Année                       | 2013 | 2014    | 2015    | 2016 |
| --------------------------- | ---- | ------- | ------- | ---- |
| Chiffre d'affaires          | 479  | 548     | 645     | 669  |
| Variation par rapport à N-1 | +28% | + 16.9% | + 17.5% | + 4% |

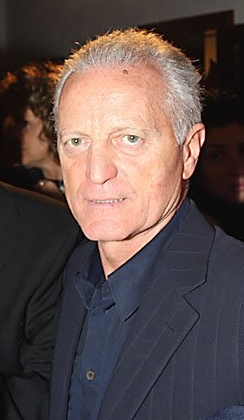
Santo Versace
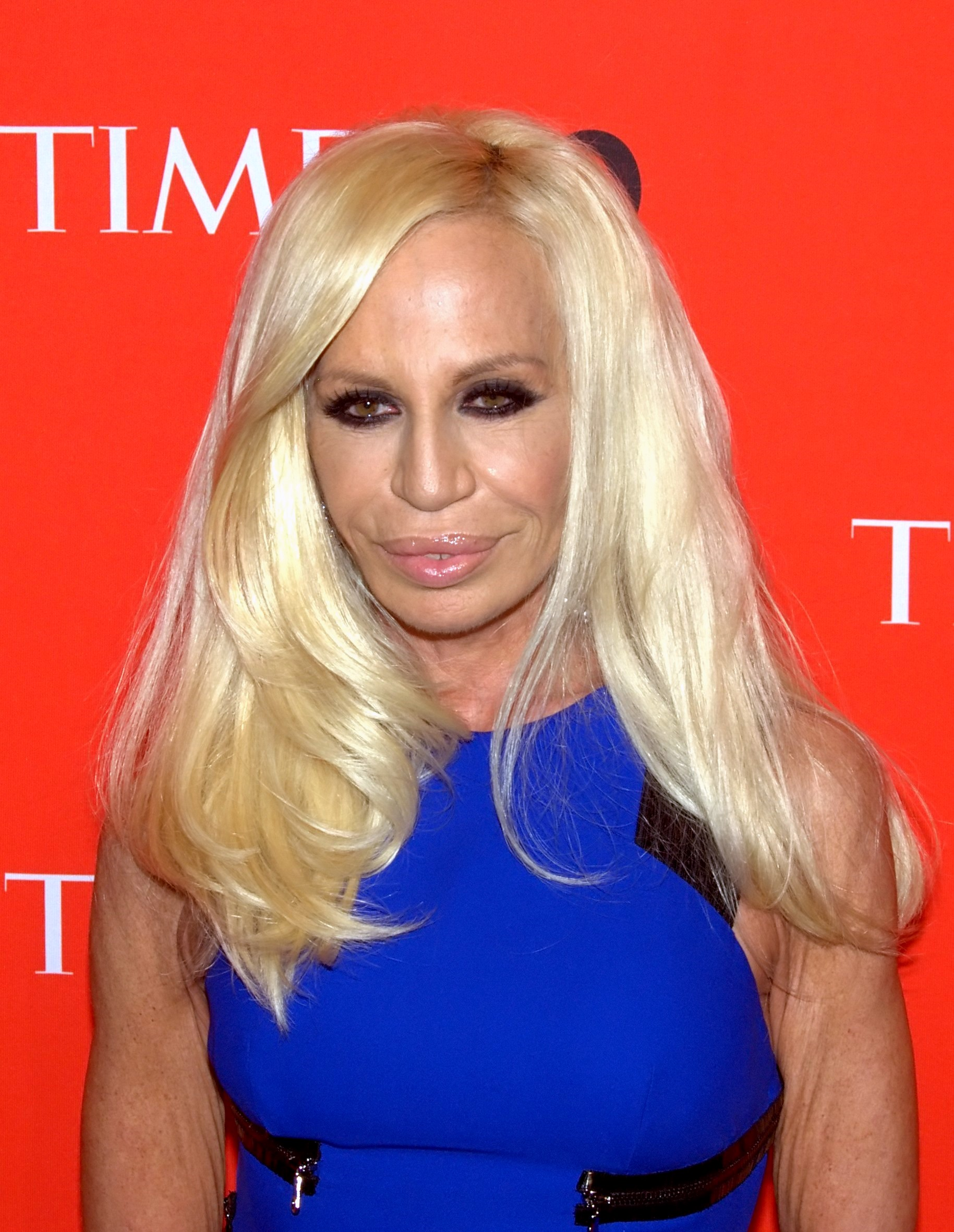
Donatella Versace
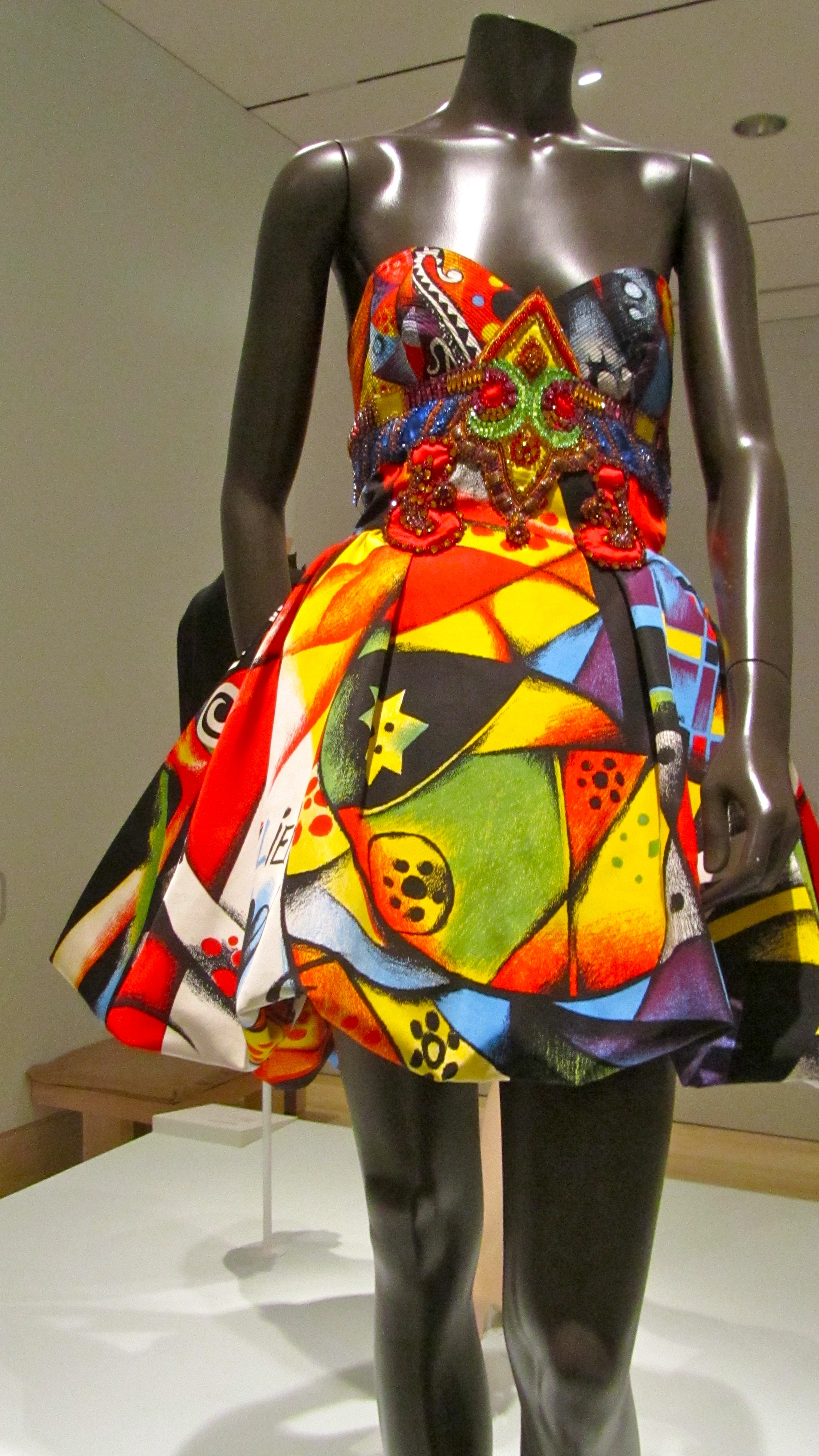
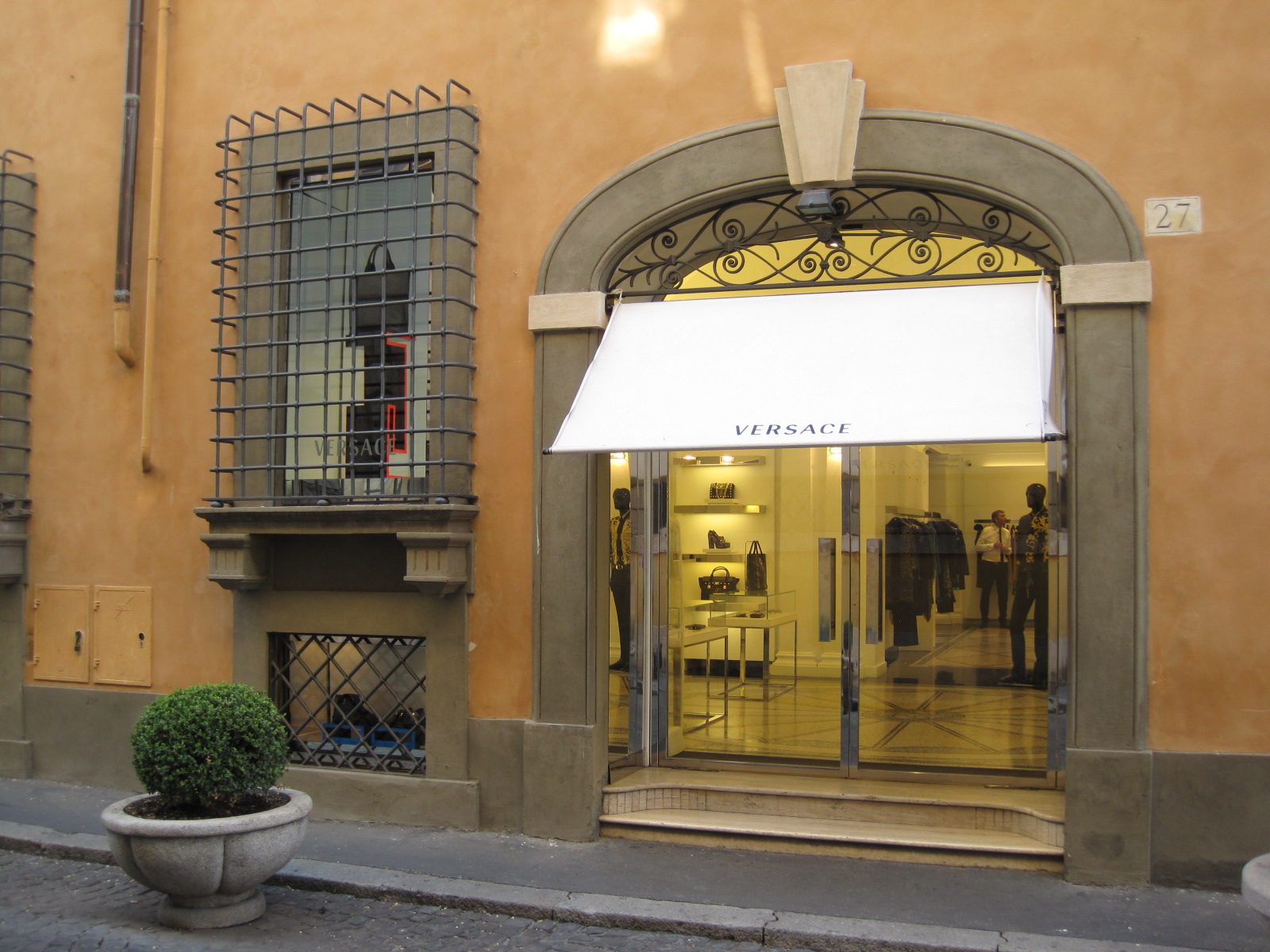
Quartier des boutiques de luxe de Rome
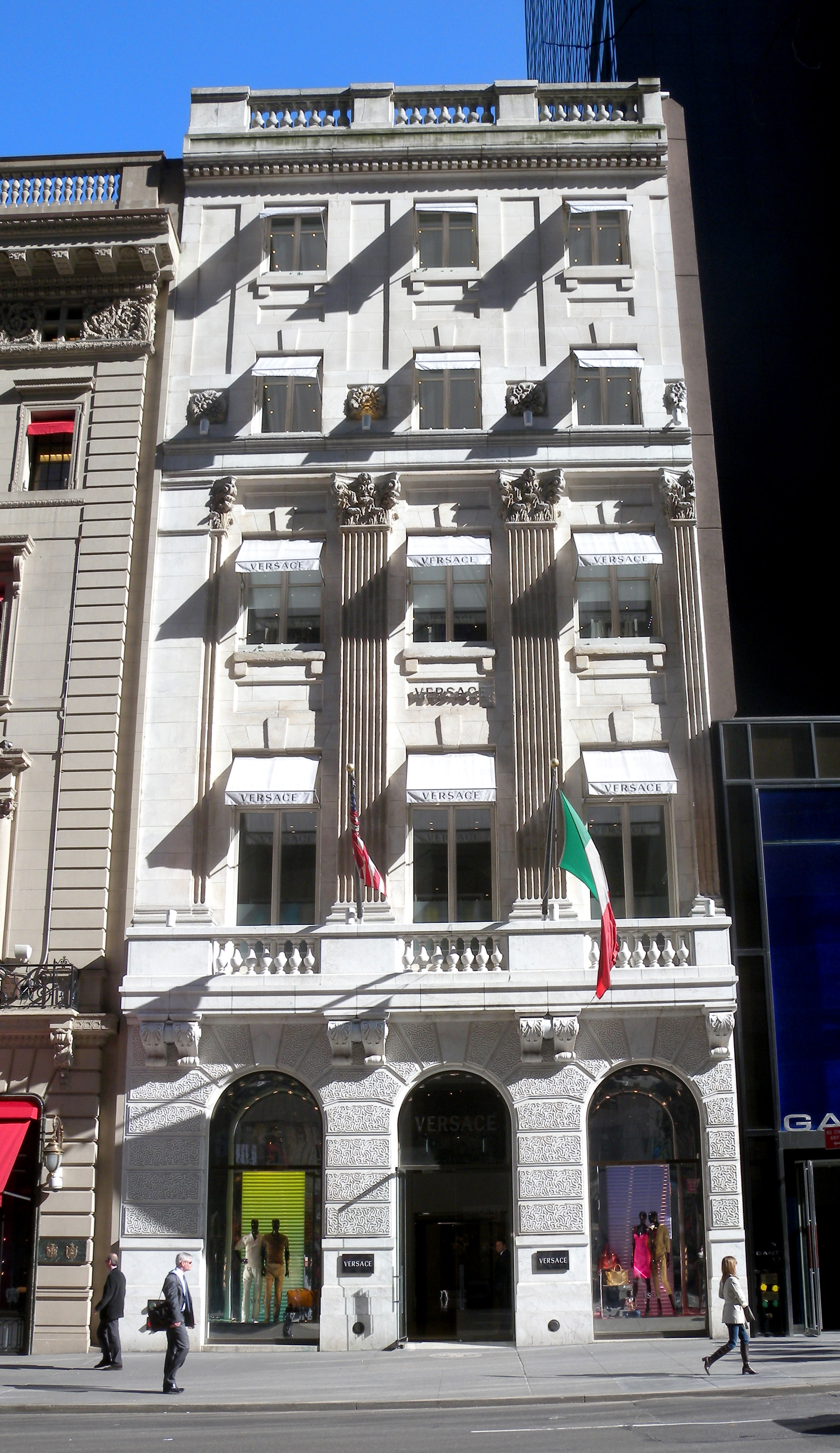
Cinquième avenue de New York